# Lithotripsie extracorporelle
La lithotritie extracorporelle (LEC) est une technique de lithotripsie qui consiste à éliminer en fragments les calculs (rénaux ou biliaires) par le biais d'ondes de choc ultrasonores.

## Principes
Les « ondes de choc » ultrasonores sont dirigées vers le calcul en un point fixe précédemment repéré grâce à une radiographie pelvienne ou abdominale, par une échographie rénale, ou guidées directement par radioscopie suivant la localisation du calcul. Le mode d'action des ultrasons s'explique par le phénomène de cavitation. C'est l'implosion des bulles de vapeur créées par les ultrasons au voisinage ou au sein des calculs qui est à l'origine de leur destruction.

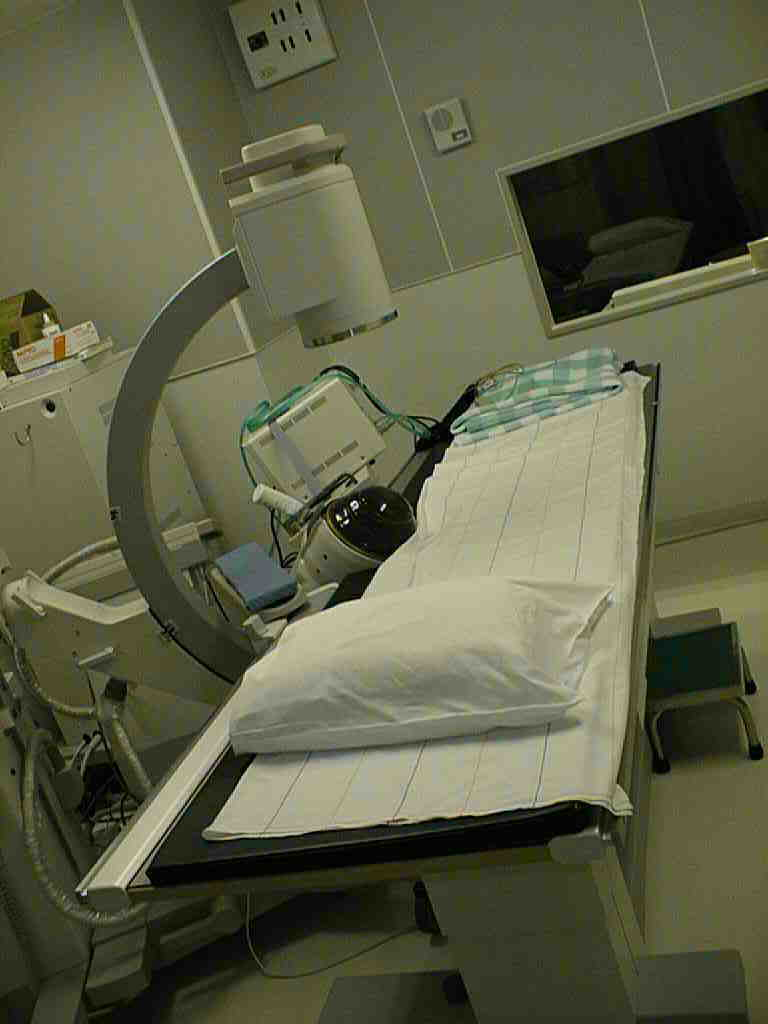
Appareil de lithotripsie extracorporelle (lithotripteur ou lithotriteur) au bloc opératoire.

De ce fait, la fragmentation étant réalisée à travers la peau par un générateur d'ultrasons (le lithotripteur ou lithotriteur) situé hors du corps, on évite l'intervention chirurgicale, même si l'acte est pratiqué en milieu chirurgical au bloc opératoire. La production de l'onde de choc peut être faite par un cristal piézoélectrique, par un effet électrohydraulique, ou par un champ électromagnétique.
À la suite de cette intervention, les fins débris obtenus par la désintégration du ou des calculs sont évacués par les voies naturelles : s'il s'agit de calculs rénaux, par les urines de façon plus ou moins douloureuse, ressemblant à une colique néphrétique ou, s'il s'agit de calculs biliaires, par le tube digestif et les selles, l'éventuelle douleur ressemblant alors à une colique hépatique.
Une technique dérivée de fragmentation de calcifications, le traitement par ondes de choc radiales, est utilisée en rhumatologie en cas de tendinites.

## Efficacité
Elle est moins efficace qu'une intervention de lithotomie en percutané et semble aussi efficace que les interventions par voie rétrograde, avec une durée d'hospitalisation moindre. Elle est plus efficace sur les petites lithiases (moins de 2 cm de diamètre).
La composition des calculs intervient également : les calculs en acide urique sont ainsi plus facilement accessibles à cette technique que ceux en cystine, en acide oxalique ou en calcium. La densité des calculs, telle qu'évaluée par scanner, est également un paramètre de fragilité, les moins denses étant les plus susceptibles d'être fragmentés. De même les calculs les plus proches de la peau sont plus accessibles.

## Réalisation
Les contre-indications sont la présence d'une infection urinaire, un problème de saignement, une obstruction distale des voies urinaires et la grossesse.
La procédure peut être douloureuse et une sédation est souvent proposée. Une anesthésie générale peut même être faite, conduisant à une meilleure efficacité, probablement par immobilisation plus parfaite durant la délivrance des ondes de choc.
La position du calcul est déterminée par échographie ou radiographie et le point focal du lithotripseur est focalisé sur ce dernier. Soixante à 120 chocs par minute sont alors délivrés pendant 10 à 20 minutes. L'efficacité de la procédure est contrôlée par une imagerie échographique ou radiologique.
Après la procédure, l'évacuation des fragments peut être facilitée par l'administration de citrate de potassium (dans les cas de calculs en acide oxalique) ou de tamsulosine.
En cas de besoin les séances peuvent être répétées à quelques semaines d'intervalle.

## Complications
La fragmentation du calcul peut conduire à produire des débris de tailles variées pouvant obstruer l'arbre urinaire. Cette obstruction peut être traitée médicalement, par une nouvelle cure de lithotripsie, ou parfois, par une chirurgie. Le risque est d'autant plus important que la taille initiale du calcul est importante.
La survenue d'un hématome rénal est possible, secondaire à la rupture de petits vaisseaux par cavitation de microbulles. L'évolution en est généralement simple avec une résorption spontanée.